# بتی ۱۷۰۷۶
سیارک ۱۷۰۷۶ (به انگلیسی: 17076 Betti، نامگذاری:1999HO) هفده هزار و هفتاد و ششمین سیارک کشف شده‌است که در ۱۸ آوریل ۱۹۹۹ کشف شد.
قدر مطلق سیارک برابر ۱۵٫۰۰ است.